# 唐德明 (1963年)
唐德明為前任中國國民黨文傳會副主任委員。1963年生於高雄市。國立台灣大學政治學系畢業，東吳大學政治研究所碩士。1994年趙少康競選台北市長時，當時約30歲的唐德明擔任競選總部文宣組長與新聞秘書，為了宣傳政見，以「張無忌」暱稱，在全台灣第一個「非綠」地下電台「新思維電台」主持節目。
曾表示，高雄市負債2548億元是「債務之都」，陳菊舉債只是為自身連任鋪路，而投資建設許多「面子工程」。對於國民黨黨產議題，他表示，黨產會像是一個賣贖罪券的無良神父。他也表示，蔡英文的台灣價值就是「台獨理念」。

## 來源
1. ↑  周志豪. . 聯合新聞網. 2017-12-26  [2018-04-03]. （原始内容存档于2018-04-04） （中文）. 唐德明諷，陳菊對今年高市府零舉債，講的一幅為高雄創造天大功勞樣，但事實上要不是因陳任期將屆，已不能連任，不需再舉債做面子工程；再加上台北市長柯文哲揶揄她舉債求政績，讓她面子難看，陳大概也捨不得不舉債，高雄市也不大可能零舉債。
2. ↑  . 自由時報電子報. 2017-12-26  [2018-04-11]. （原始内容存档于2018-04-11） （中文）.
3. ↑  王寓中. . 聯合新聞網. 2018-02-02  [2018-04-11]. （原始内容存档于2019-07-27） （中文）.
4. ↑  . 聯合新聞網. 2018-01-23  [2018-04-11]. （原始内容存档于2018-06-15） （中文）.